# Cleora colorata
Cleora colorata là một loài bướm đêm trong họ Geometridae.